# Irwin
Irwin je slovenska umetniška (slikarska/likovna) skupina, ki jo zdaj sestavljajo slikarji Dušan Mandić (*1954), Miran Mohar (*1958), Andrej Savski (*1961) in Borut Vogelnik (*1959), do svoje smrti pa je bil član tudi njen pobudnik Roman Uranjek (1961–2022). Leta 1984 je bila soustanovitelj in sestavni del umetniškega kolektiva, imenovanega NSK, po letu 1992 pa so prevzeli vodstvo umetniškega projekta Država NSK v času. Svoje ime je skupina IRWIN prevzela od nekdanje tovarne ur v Chicagu. Način oz. usmeritev svojega dela so opisali kot »retroprincip«. Prvotno se je skupina imenovala  R IRWIN S (ali s celotnim imenom "Rrose Irwin Selavy", 1983–85). Do leta 1985 sta bila njena člana tudi kiparja (in kasnejša intermedijska umetnika) Marko A. Kovačič in Bojan Štokelj (1956–2001), potem so vanjo sprejeli takratnega scenografa Gledališča sester Scipion Nasice Mirana Moharja, Irwinova sodelavka pa je postala tudi dramaturginja le-tega Eda Čufer. Leta 1984 je skupina Irwin s skupaj tem gledališčem (oz. njegovini kasnejšimi reinkarnacijami, ki jih je ustanavljal Dragan Živadinov) in skupino Laibach soustanovila umetniški kolektiv Neue Slowenische Kunst (NSK), ki se je, predvsem pod vplivom Irwina, po letu 1992 preoblikovalo v NSK-državo v času. Roman Uranjek in Miran Mohar sta (bila) od ustanovitve (1984/85) tudi člana njenega oblikovalskega studia Novi kolektivizem (NK), medtem ko sta v začetku 80. let Dušan Mandić in Andrej Savski (začasno) ustanovila oblikovalski Klub Sava.
Skupini je bolj ljubo, da je njihovo delo kolektivno in ne individualno.  Poleg tega skupina IRWIN nikoli ne podpisuje svojih del individualno; prav nasprotno; podpisani so z žigom ali podpisom, ki dokazuje da je delo nastalo v kolektivu IRWIN.
Čeravno so v prvi vrsti slikarji, sodelujejo v številnih projektih ostalih kolektivov NSK, ki se razteza od gledališča do videa. V letu 1992 so v sodelovanju z Michaelom Bensonom oblikovali performans imenovan Black Square on Red Square (Črni kvadrat na Rdečem trgu), v katerem so ogromen črn kvadrat iz blaga, dolg 22 metrov, raztegnili na Rdečem trgu v Moskvi v spomin na Kazimirja Maleviča in suprematizem.
IRWIN je 21. aprila 2004 v Ljubljani prejel Jakopičevo nagrado, najpomembnejšo slovensko nagrado, ki jo podeljujejo na področju likovne umetnosti.